# Чумак Валентина Валеріанівна
Валентина Валеріанівна Чумак (нар. ?) — українська радянська діячка, новатор виробництва, заточувальниця Хмельницького заводу «Трактородеталь» Хмельницької області. Депутат Верховної Ради УРСР 8-го скликання.

## Біографія
Закінчила середню школу.
З 1966 року — шліфувальниця, заточувальниця автоматного цеху Хмельницького заводу «Трактородеталь» Хмельницької області. Систематично перевиконувала норми виробітку, впроваджувала у виробництво досягнення передового досвіду. Ударник комуністичної праці. Обиралася секретарем комсомольської організації автоматного цеху Хмельницького заводу «Трактородеталь».
Потім — на пенсії у місті Хмельницькому Хмельницької області. 

## Нагороди
- медаль «За доблесну працю. На відзнаку 100-річчя від дня народження Володимира Ілліча Леніна»
- медалі